# クル・クルル
クル・クルル（Kuru Kururu）あるいはニュータウン・セトルメント（Newtown Settlement）は、ガイアナのデメララ＝マハイカ州の都市。Soesdyke-Linden Highway沿い、起点のSoesdykeの東隣の位置している。首都ジョージタウンからは南へ約38キロメートル離れている。

## 社会・経済
クル・クルルの人口は2012年時点で4,491人である。民族別に見ると43.4%が混血、35.2%がアフリカ系、10.2%がアメリカ先住民であった。
クル・クルルの労働人口の13.5%が第一次産業に従事し、8.6%が農業、8%が工芸品および関連産業に従事している。約3,080人の住民の中には、周辺地域の製材所や養鶏場、さらにはクル・クルルから約5マイルのところにあるリゾート、スプラッシュミンズ・ファン・パークで働いている人もいる。クル・クルルのブロックAにある瓶詰めおよび製造会社であるリックス・アンド・サリ・インダストリーズは、（特に女性にとって）街の一大雇用主である。
クル・クルルにおける社会活動としては、主に個人が収入源として主催する宗教行事、結婚式、葬儀、週末のパーティーなどへの参加が挙げられる。コミュニティ内に存在する施設の例を挙げると、13を超える信仰に基づいた組織、保育園（幼稚園）と小学校、図書館、保健センター、交番などがある。またスポーツクラブ、コミュニティ開発評議会、農民協会、女性の地位向上を目指すグループ、識字クラブも活動している。
かつては24時間年中無休で連絡できる医師が在住していたが、2016年時点では診療時間外に対応できる医師はおらず、数マイル離れたダイヤモンド村まで移動する必要がある。電気と電話は通じるが、水道と道路の整備は不十分である。

## 教育
小学校と小中一貫校の2校がある。また国立図書館のアウトレットがある。

## 宗教
住民の85.3%がキリスト教を、4.3%がヒンズー教、1%がイスラム教を信仰している。またバハイ教とラスタファリアンの小さなグループが存在する。